# روبرت جاكسون
روبرت هوووت جاكسون (بالإنجليزية: Robert H. Jackson)‏ (13 فبراير 1892 - 9 أكتوبر 1954) هو محامي وقاضي أمريكي وكان قاضيا معاونا في المحكمة العليا للولايات المتحدة. وكان قد عمل سابقا كمحام عام للولايات المتحدة، والنائب العام للولايات المتحدة، وهو الشخص الوحيد الذي شغل جميع هذه المناصب الثلاثة. وكان جاكسون أيضا بارزا في عمله كمدعي عام للولايات المتحدة في محاكمات نورمبرج لمجرمي الحرب النازيين في أعقاب الحرب العالمية الثانية.
نجح جاكسون في اختبار المحاماة بعد أن قرأ القانون مع محام بارز، ودرس في كلية للحقوق. وهو آخر قاضي حتى الآن يتم تعيينه في المحكمة العليا دون شهادة في القانون. اشتهر جاكسون بنصائحه بأن «أي محام حقيقي سيخبر المشتبه به بعبارات لا لبس فيها ألا يقدم أي تصريح للشرطة تحت أي ظرف من الظروف»، وبقوله المأثور الذي يصف المحكمة العليا «نحن لسنا درجة التقاضي الأخيرة لأننا معصومون، لكننا معصومون فقط لأننا درجة التقاضي الأخيرة». وقد طور جاكسون سمعة كأحد أفضل الكتاب في المحكمة العليا، وأحد أكثر الملتزمين بإنفاذ الإجراءات القانونية الواجبة على أنها حماية من تطاول الوكالات الاتحادية.

## أولى سنوات حياته
ولد جاكسون في مزرعة عائلية في سبرينغ كريك تاونشيب، مقاطعة وارن، بنسلفانيا في 13 فبراير 1892، ونشأ في فروسبرغ، نيويورك. وهو نجل ويليام إلدريد جاكسون وأنجلينا هوغووت. تخرج من مدرسة فروسبرغ الثانوية في عام 1909 وقضى العام التالي كطالب دراسات عليا في مدرسة جيمستاون الثانوية، حيث عمل على صقل مهاراته الكتابية.
قرر جاكسون العمل في مجال المحاماة. نظرًا لأن الالتحاق بالكلية أو كلية الحقوق لم يكن شرطًا إذا تعلم الطالب تحت وصاية محامٍ معترف به، بدأ في سن الـ 18 عامًا دراسة القانون مع شركة جيمس تاون بنيويورك إذ كان عمه فرانك موت شريكًا فيها. سرعان ما قدمه عمه إلى فرانكلين ديلانو روزفلت، الذي كان يشغل آنذاك منصب عضو مجلس شيوخ ولاية نيويورك. التحق جاكسون بكلية ألباني للقانون بجامعة يونيون من عام 1911 إلى عام 1912. في ذلك الوقت، كان لدى طلاب كلية ألباني للحقوق ثلاث خيارات: أخذ دورات فردية دون الحصول على شهادة، إكمال برنامج مدته سنتان والحصول على ليسانس الحقوق، أو إثبات المعرفة المطلوبة من طلاب في السنة الأولى ثم أخذ السنة الثانية من البرنامج الذي مدته سنتان، والذي ينتج عنه شهادة انتهاء من الدراسة. اختار جاكسون الخيار الثالث. أكمل بنجاح دورات السنة الثانية، وحصل على شهادته في عام 1912.
بعد إنهاء العام في كلية ألباني للحقوق، عاد جاكسون إلى جيمستاون لإكمال دراسته. اجتاز امتحان المحاماة في نيويورك عام 1913، ثم التحق لممارسة القانون في جيمستاون. تزوج في عام 1916 من إيرين أليس جيرهارد في ألباني. في عام 1917، جُند جاكسون للعمل لدى بيني وكيلين وناي، وهي شركة رائدة في بوفالو، والتي دافعت بشكل أساسي عن شركة السكك الحديدية الدولية في المحاكمات والاستئنافات. في أواخر عام 1918، جُند جاكسون مرة أخرى في جيمستاون للعمل كمستشار شركة في المدينة.
على مدى السنوات الخمس عشرة التالية، أسس جاكسون سمعة جيدة لحسن اتقانه لعمله، وأصبح محاميًا مشهورًا في ولاية نيويورك كما عزز سمعته على الصعيد الوطني، من خلال أدوار قيادية مع نقابات المحامين والمنظمات القانونية الأخرى. رفي عام 1930، انتُخب جاكسون لعضوية معهد القانون الأمريكي، كما انتُخب في عام 1933 رئيسًا لمؤتمر نقابة المحامين الأمريكيين لمندوبي نقابة المحامين (سابق لمجلس مندوبي رابطة المحامين الأمريكية). 
أصبح جاكسون ناشطًا في السياسة كديمقراطي؛ في عام 1916، تغلب على وودرو ويلسون في انتخابات جيمستاون لمنصب العمدة. كان عضوًا في لجنة ولاية نيويورك الديمقراطية في سنوات الحرب العالمية الأولى وبعدها. كما واصل في العمل مع روزفلت. عندما شغل روزفلت منصب حاكم نيويورك من عام 1929 إلى عام 1933، عين جاكسون في لجنة لمراجعة النظام القضائي للولاية واقتراح الإصلاحات. كما رفض جاكسون عرض روزفلت لتعيينه في لجنة الخدمة العامة في نيويورك، لأنه فضل الاستمرار في العمل في المجال الخاص.

## التعيينات الفيدرالية 1934-1938
عمل جاكسون في عام 1932 في حملة فرانكلين روزفلت الرئاسية كرئيس لمنظمة تدعى «المحامون الديمقراطيون من أجل روزفلت». (عمل روبرت إتش جاكسون آخر في حملة روزفلت أيضًا. كان جاكسون هذا (1880-1973) سكرتيرًا للجنة الوطنية للحزب الديمقراطي، وكان من سكان نيو هامبشاير.)

## روابط خارجية
- روبرت جاكسون على موقع IMDb (الإنجليزية)
- روبرت جاكسون على موقع الموسوعة البريطانية (الإنجليزية)
- روبرت جاكسون على موقع مونزينجر (الألمانية)
- روبرت جاكسون على موقع إن إن دي بي (الإنجليزية)
- روبرت جاكسون على موقع قاعدة بيانات الفيلم (الإنجليزية)